# Leuggelbach
Leuggelbach is een plaats en voormalige gemeente in het Zwitserse kanton Glarus, en maakt sinds 1 januari 2011 deel uit van de gemeente Glarus Süd.

## Geschiedenis
De gemeente is in 1868 ontstaan als afsplitsing van de gemeente Luchsingen
De gemeente verloor in 2006 haar zelfstandigheid door een fusie in Haslen. Haslen is in 2011 vervolgens weer gefuseerd in de gemeente Glarus Süd